# Längenbühl (Naturschutzgebiet)
Längenbühl ist ein mit Verordnung des Regierungspräsidiums Stuttgart vom 9. Oktober 1990 ausgewiesenes Naturschutzgebiet mit der Nummer 1.168. 

## Lage
Das Naturschutzgebiet befindet sich in den Naturräumen Schönbuch und Glemswald und Obere Gäue. Es liegt etwa 300 Meter nordöstlich von Renningen und ist auf drei Seiten umgeben vom Landschaftsschutzgebiet Nr. 1.15.089 Glemswald. Hauptmerkmal des Längenbühls ist der Steinbruch des Schilfsandsteins und dessen Abraumhalden.

## Schutzzweck
Laut Verordnung ist der Schutzzweck
- die Erhaltung eines ehemaligen Schilfsandsteinbruches mit abwechslungsreichen Abbruchwänden und Abraumhalden sowie einer vielfältigen Flora und Fauna, insbesondere von seltenen Moosarten im Bereich der Steinwände;
- der Schutz von verschiedenen Sukzessionsstadien, deren Erhaltung spezielle Pflegeeingriffe erfordern.

## Flora und Fauna
Im Schutzgebiet gedeiht die stark gefährdete Sprossende Felsennelke. In den Feuchtbiotopen leben Gelbbauchunke und Feuersalamander.